# 日産・アルティマ
アルティマ（ALTIMA）は、日産自動車が北米を中心に製造・販売している乗用車である。

## 初代 U13型（1993年 - 1997年）
1993年、スタンザ（U12型）の後継車種として北米で登場。当初は「スタンザアルティマ」を名乗っていた。ベースとなっているのはU13型ブルーバードSSSで、エンジンは直列4気筒 DOHC KA24DE型が搭載されていた（後に日本向けブルーバードにもマイナーチェンジを機に設定）。トランスミッションは、4速ATと5速MTが用意された。
当時のNDI（日産デザインインターナショナル）によってデザインされた尻下がりなフォルムが特徴であり、当初のリアデザインはレパードJ.フェリーと通ずる、北米受けを狙ったより丸く、より尻下がりなものであったが、日本など北米市場以外での販売にマイナスになるとの判断から修正され、このスタイルに落ち着いた。
1993年モデルには、運転席サイドエアバッグのみを装備し、ローズウッドのダッシュボードが採用されていたが、翌1994年モデルからは、ダッシュボードがバールウッドに変更され、新たにパッセンジャーエアバッグが装備された。
1994年、「スタンザ」の冠が取れ「アルティマ」の単独ネームとなる。
1995年には、フロントグリルが変更され、テールライトのデザインも変更されたほか、装備の向上が図られた。
1996年、新型のホイールカバーを採用。
1997年、リモートコントロールエントリーシステムや合金ホイールを装備した「Limited Edition」を発売。

## 2代目 L30型（1997年 - 2001年）
1997年、L30型発売。このモデルから北米専用車種となった。一定の成功を収めた先代のキープコンセプトで、尻下がりなフォルムも先代を踏襲している。
しかしながら、この時期にトヨタ・カムリやホンダ・アコードなどのライバルたちはボディサイズを拡大し、V6エンジンをラインアップに加え、商品力の向上を図ったのに対し、全長 (4,720mm) と全幅 (1,755mm) こそ先代から拡大されている（このため、型式も10番台から30番台に変更されている）ものの、全高 (1,420mm) とホイールベース (2,620mm) は先代と同一、搭載するエンジンも先代に引き続いて直列4気筒のKA24DEのみであり、販売面で苦戦を強いられた。
また、トランスミッションについても、初代同様4速オートマチックと5速マニュアルが採用された。
デザインは初代モデル同様、日産デザインインターナショナルによってデザインされた。
1999年モデルからは、カセット/CDステレオが改良され、一部グレードには合金ホイールが標準装備となった。
2000年、マイナーチェンジ。フロントグリルやヘッドライト、テールライトの変更のほか、エンジン出力の向上（150hpから155hp）や、トランスミッション、ステアリングの改良が行われた。また、新たにリアシートにカップホルダーを装備するなど、内装も変更された。また、全長も4,661mmに増加した。
2001年、初代モデルにも設定された「Limited Edition」を発売。フロアマットやアラーム付きリモートコントロールエントリーシステムなどが装備された。
生産拠点は北米日産会社スマーナ工場（テネシー州）。

## 3代目 L31型（2001年 - 2006年）
2001年4月、第101回ニューヨーク国際オートショーに出品。
プラットフォームは、FF-Lプラットフォームが採用され、また、このプラットフォームを初めて採用した車種でもある。また、サイズは先代を大きく上回り、全長、全高、全幅ともに1クラス上のマキシマ（A33型）を上回った。
2001年8月、L31型発売開始。搭載するエンジンはV型6気筒 DOHC VQ35DE型および直列4気筒 DOHC QR25DE型の2機種。
2002年1月、2002年北米カー・オブ・ザ・イヤーを受賞。同賞が1994年に設定されて以来、日本メーカーの乗用車としては初。
2004年2月、スポーツバージョン「アルティマSE-R」を発表。なお、「SE-R」はそれまでセントラ（B13型以降）及び200SX（B14型）に付けられていたネームであった。
SE-Rには、18インチホイール、スポーツチューンショック、リアスポイラー、ブラックレザーシート、3眼メーター・インストゥルメントパネルなどが標準装備された。
2004年6月、アルティマハイブリッド試作車を米国で披露。ハイブリッドシステム用コンポーネントはトヨタ自動車より供給を受け、日産の直列4気筒エンジンと組み合わせられている。
2005年、マイナーチェンジ。フロントグリルおよびヘッドライトの形状を変更。また、新型のDVDナビゲーションシステムを装備した。また、全長が20mm増加した。

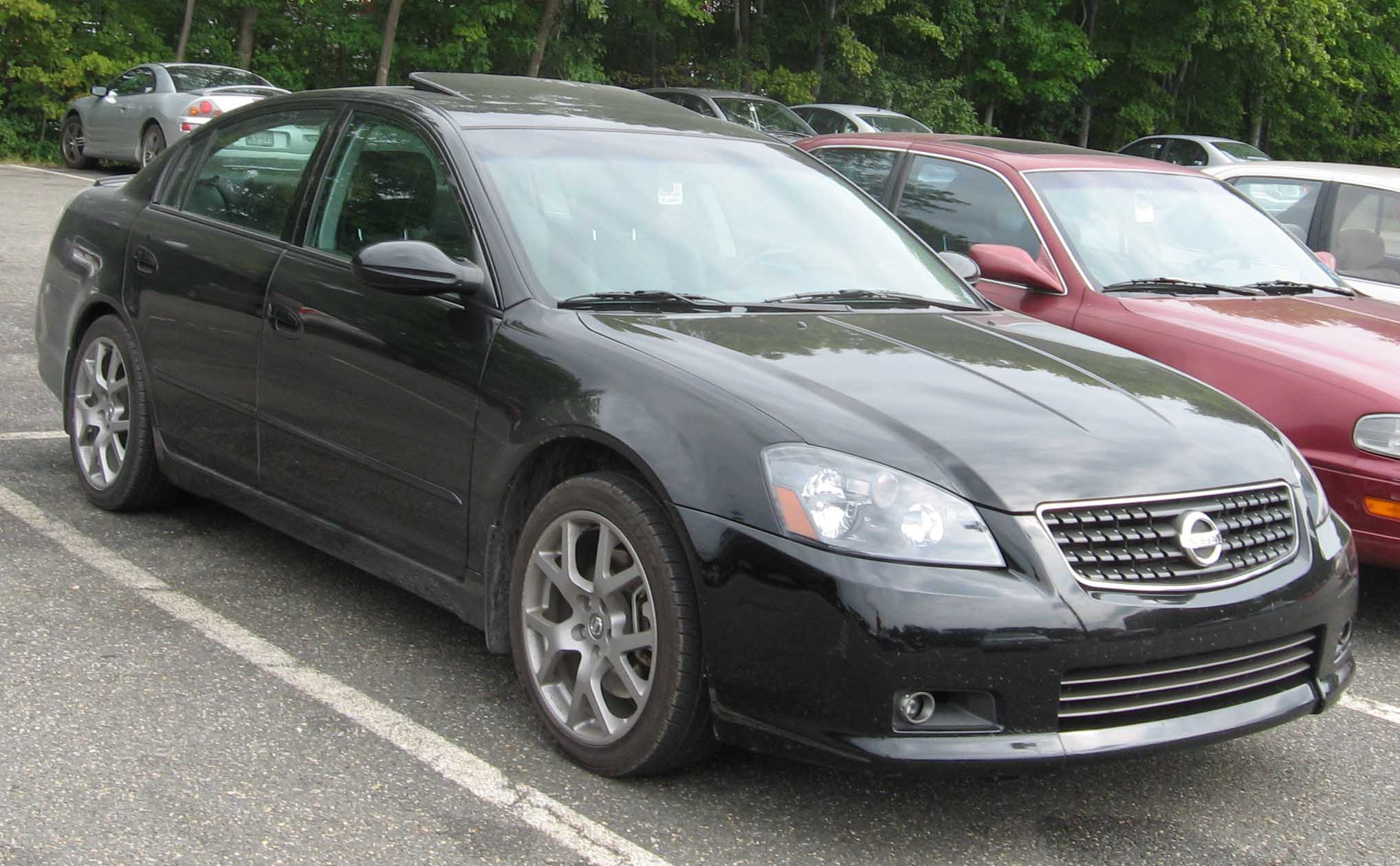
SE-R
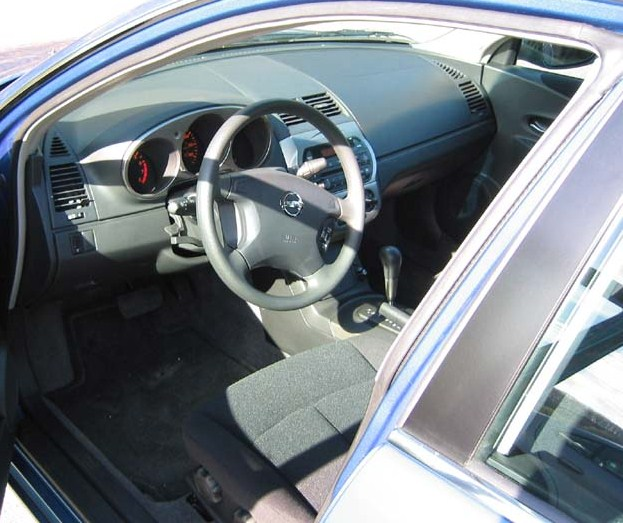
車内

## 4代目 L32型/U32型（セダン: 2006年 - 2012年、クーペ: 2007年 - 2013年）
2006年4月、第106回ニューヨーク国際オートショーにて発表。
Dプラットフォームを採用した最初の車種。搭載するエンジンは、直列4気筒 DOHC 2.5LのQR25DEとV型6気筒 DOHC 3.5LのVQ35DEの2機種で、これにエクストロニックCVTと6速マニュアルトランスミッションが組み合わされる。
また、新たにプッシュエンジンスターターや、Bluetooth対応のハンズフリーフォンなども装備された。
2006年10月4日、カリフォルニア州アナハイムの「オレンジカウンティーオートショー」でアルティマハイブリッドを発表。
トヨタ自動車の「ハイブリッドシナジードライブ」のライセンスによるシステムを採用。可変バルブ機構（日産CVTCS）を持ったQR25DEエンジンに、40kW/270Nmを発生するモーター/ジェネレーターが組み合わされ、e-CVTで前輪駆動となる。
AT-PZEV（アドバンスト・テクノロジー・パーシャル・ゼロエミッション・ビークル）として分類され、カリフォルニア　エミッション規制に適合し、同規制を導入している、カリフォルニア、ニューヨーク、ニュージャージー、コネティカット、マサチューセッツ、ロードアイランド、ヴァーモント、メインの8州で販売される。
2006年11月、2007年モデルとして販売開始。
2006年11月29日、ロサンゼルスオートショーにてアルティマクーペ発表。なお、クーペは型式がU32型となった。
2006年10月、アルティマハイブリッド発売。価格はトヨタ・カムリハイブリッド（26,820ドル - ）よりも低めに設定された（25,015ドル - ）。生産はスマーナ工場。
2007年5月25日、2008年モデルとしてアルティマクーペを発売。エンジンはセダンと同一のものが採用された。
また、2008年モデルからは、プッシュエンジンスターター付きインテリジェントキーシステムや、6スピーカーサウンドシステムなどが全車標準装備となった。
2009年2月、韓国での販売を開始。クーペやハイブリッドは投入されない。
2009年10月5日、2010年モデルを発売。フロントグリル・バンパー、およびボンネットの形状などが変更された。
2013年、クーペ廃止。
3代目で設定されたSE-Rの設定はない。

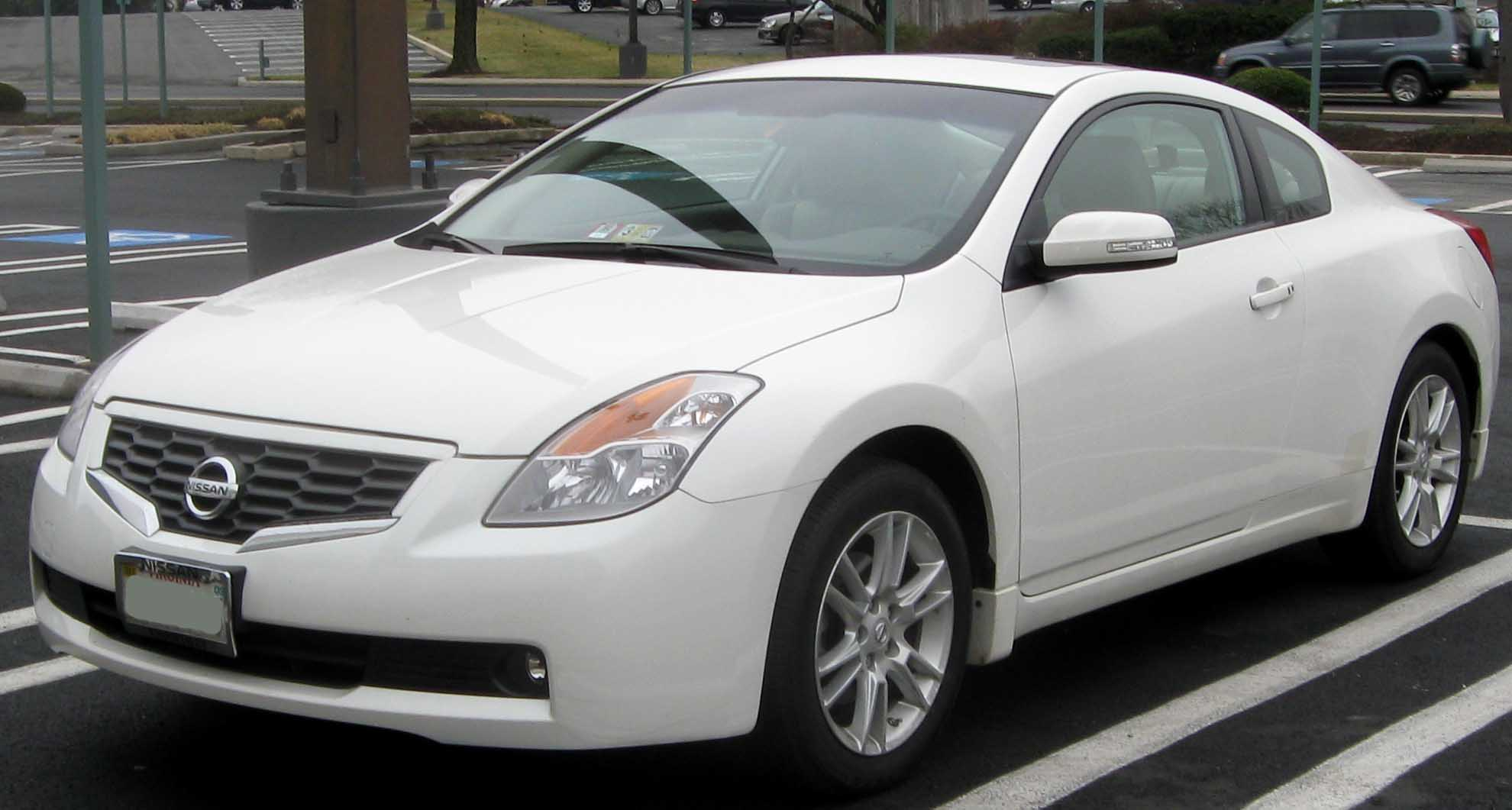
クーペ 前期型 フロント
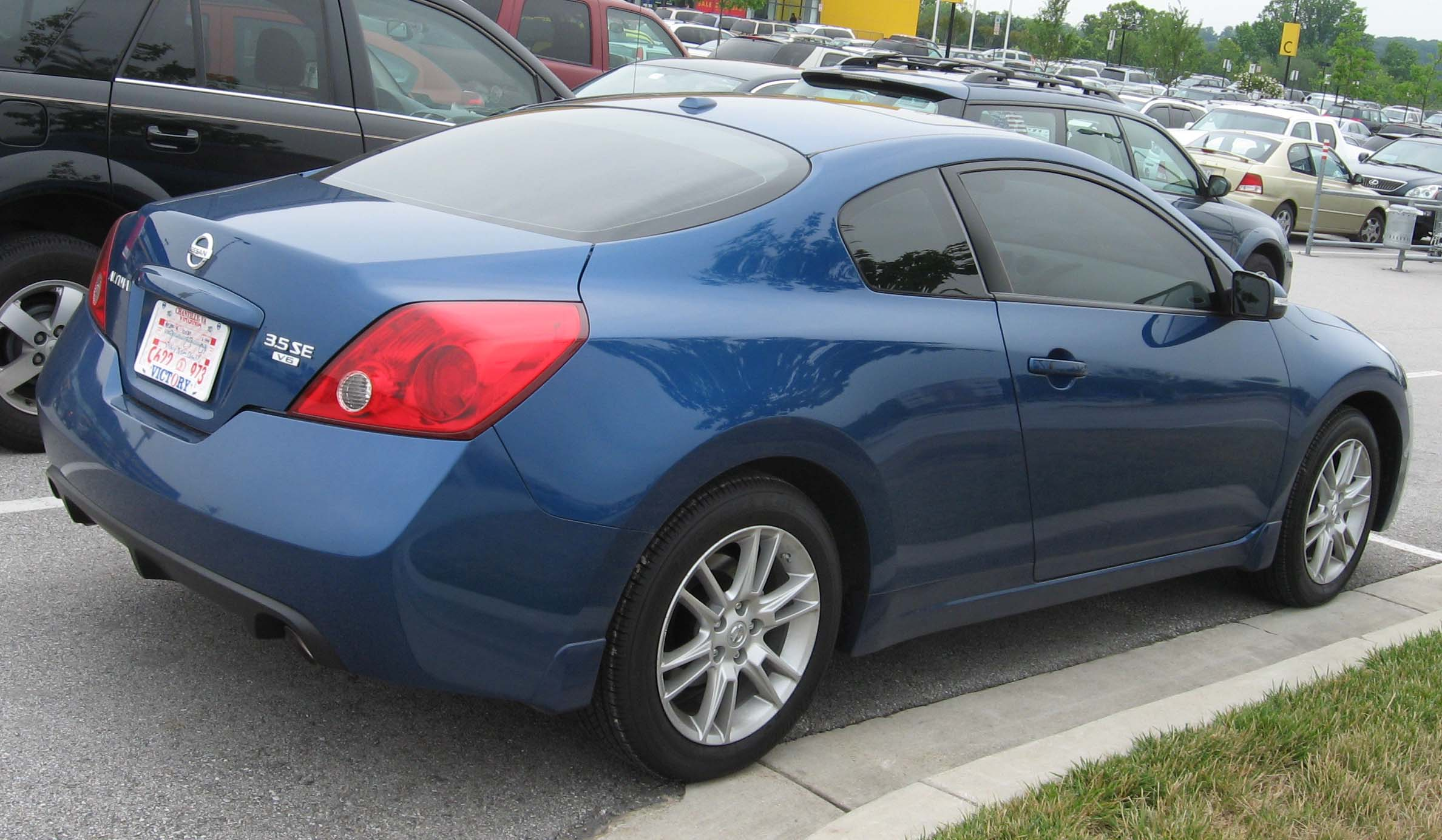
クーペ 前期型 リア
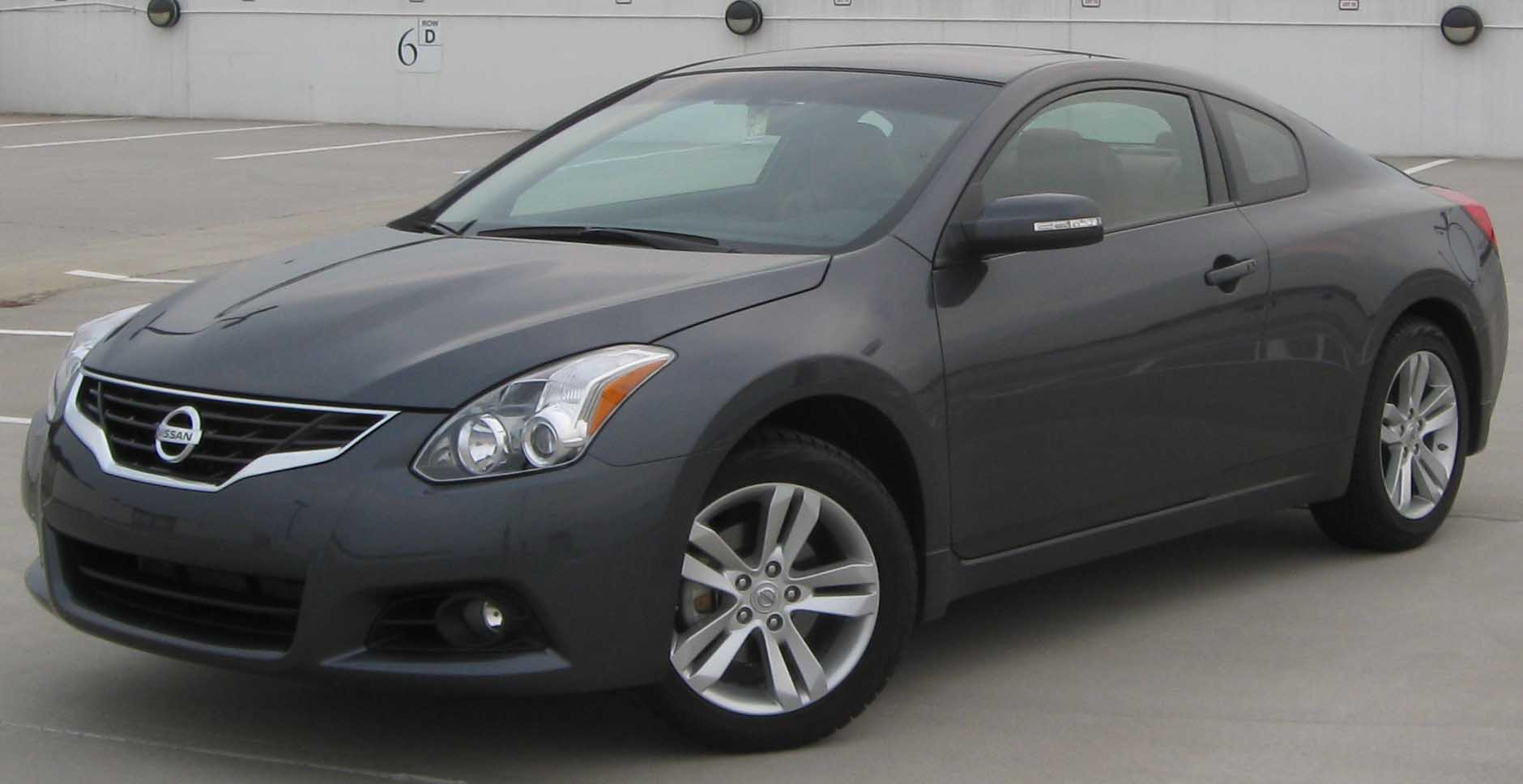
クーペ 後期型
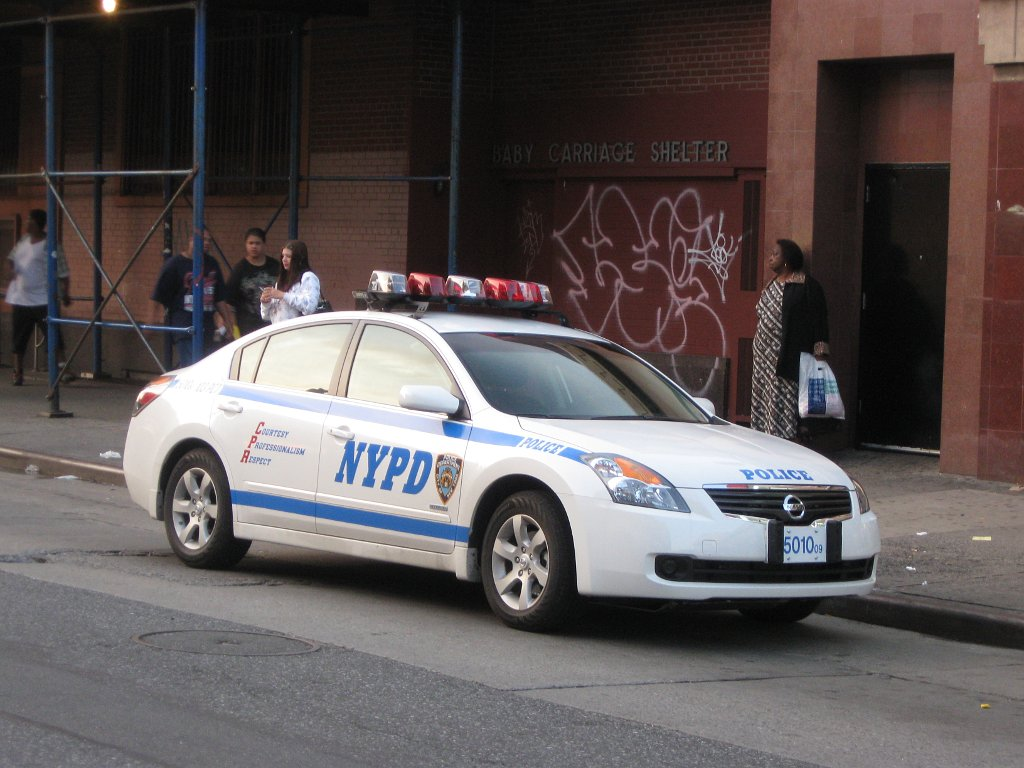
NYPDのハイブリッドのパトカー

## 5代目 L33型（2012年 - 2018年）
セダンが2012年4月のニューヨーク国際オートショーで世界初公開され、6月より米国で発売を開始。続いて8月にはカナダで、11月には韓国でも発売を開始した。また、アフリカにおいてもこのままのエクステリアで販売されているが、車名はティアナを名乗る。2013年11月からオーストラリアでもマキシマ(J32)の後継車としてアルティマの車名で販売開始。製造はタイ工場製。
370Zやマキシマの流れを汲む躍動感のあるエクステリアデザインとなった。今回はプラットフォームを先代より引き継ぎつつ、米国のミッドサイズセダンで最もスタイリッシュ、低燃費、高性能、先進的であることを目標に開発された。また、この代より日本を含めた多くの市場で販売されるティアナと内外装のほとんどを共有することになった。
先代に設定のあったハイブリッドやクーペはラインナップされず、ガソリンエンジン・セダンボディのみとなる。エンジンは引き続き2.5L・直4のQR25DE（182hp）と3.5L・V6のVQ35DE（270hp）の2タイプが設定され、いずれにもエクストロニックCVTが組み合わされる。装備面ではドライバーの死角にあるクルマや障害物の存在を警告するブラインド・スポット・ワーニング、車線逸脱防止装置、移動物検知機能などを持つ先進安全装備“セーフティ・シールド”を採用。
2012年8月、北米で発表・発売開始。
2012年11月8日、韓国で発表・発売開始。従来同様に北米生産分が輸入される。
2013年3月18日、中国で日産の合弁企業である東風汽車有限公司より発売開始。なお、中国ではティアナとしてL4エンジンのみの設定である。
2013年11月、オーストラリアで発売開始。エンジンはQR25DEとVQ35DEで全4グレード展開。
2014年1月、日本において、アルティマと車体を共有する3代目ティアナを発表・2月に販売開始。
2015年9月23日、マイナーチェンジ（後期型）を発表。
2017年4月、オーストラリアで発売終了。

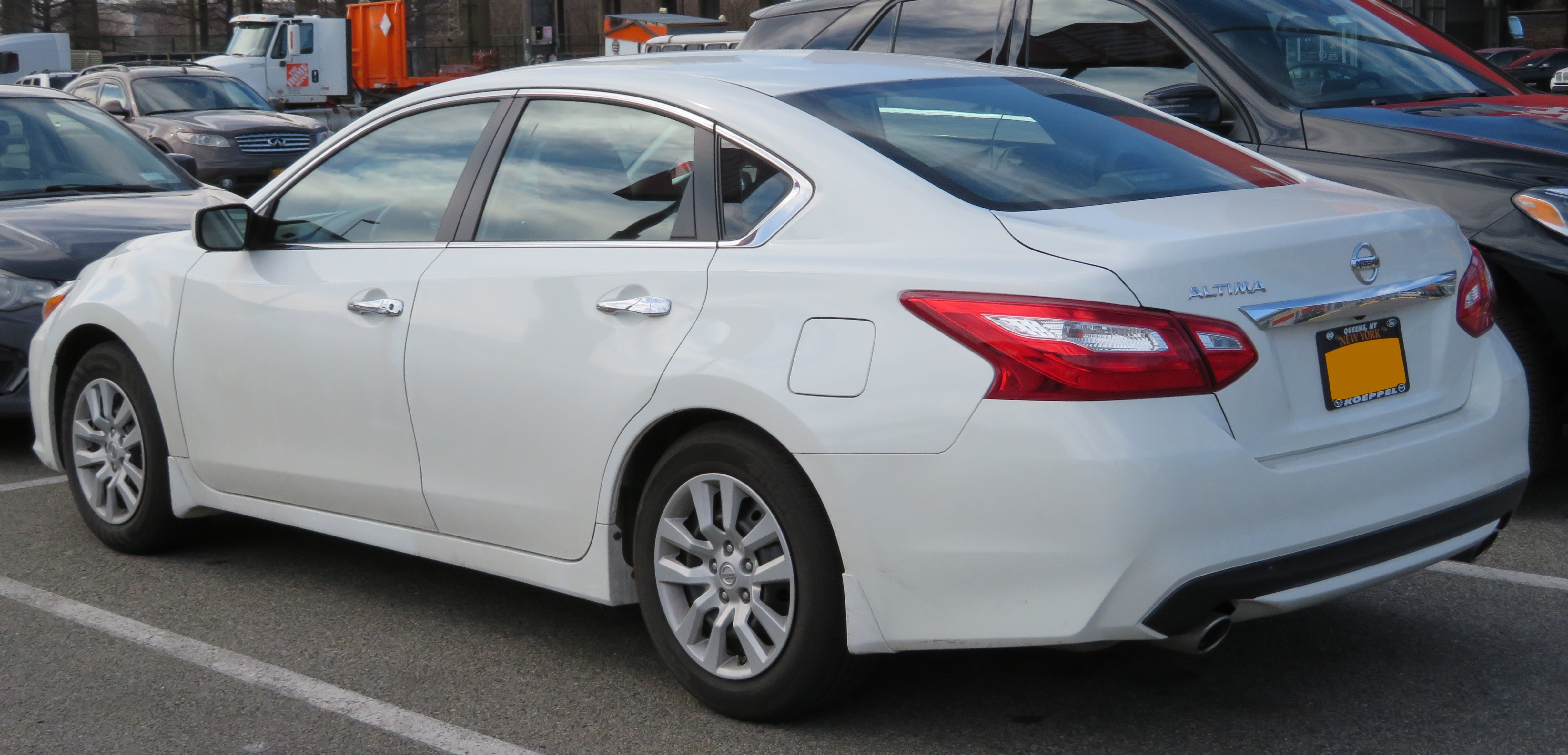
後期型 リア
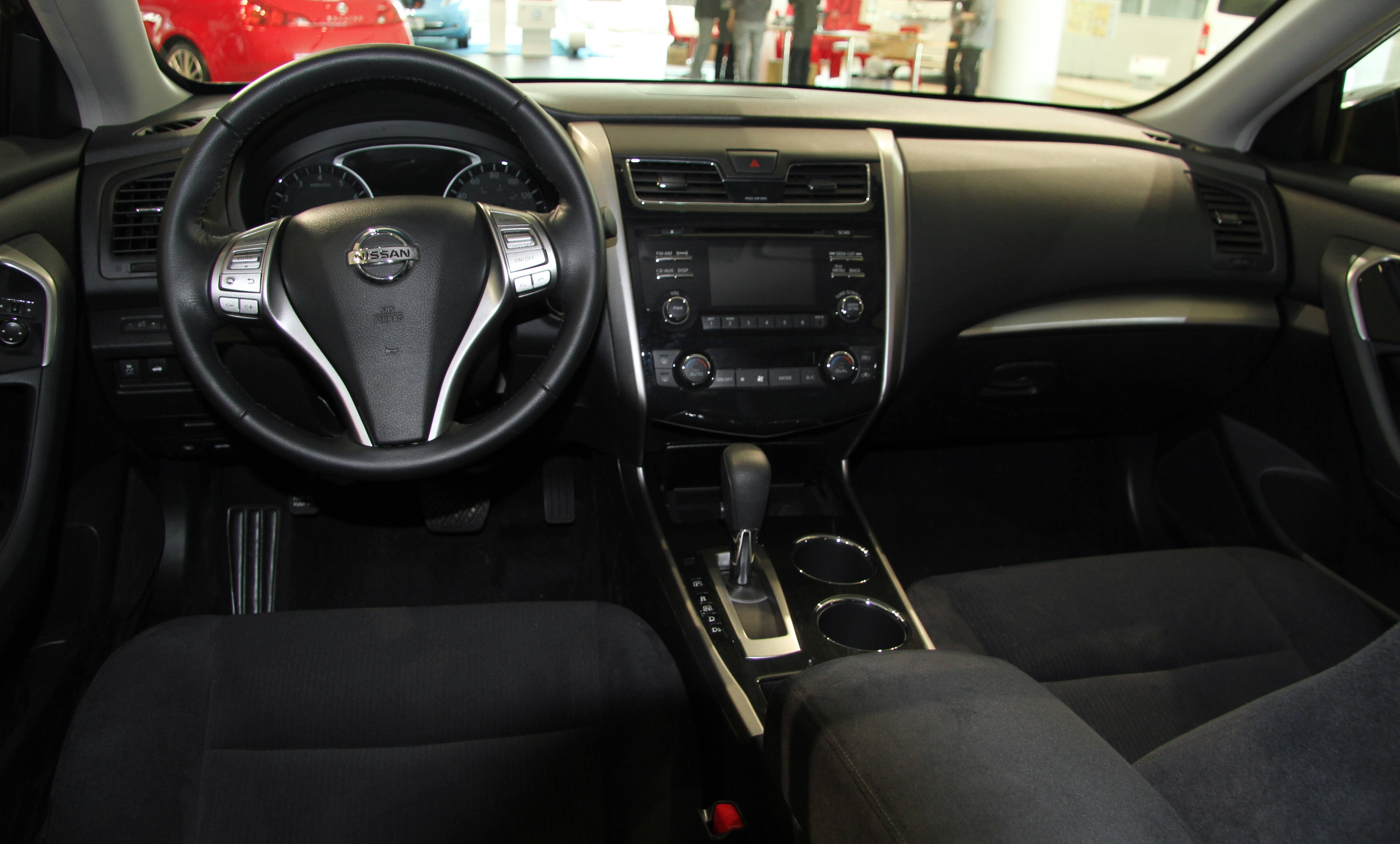
前期型 内装
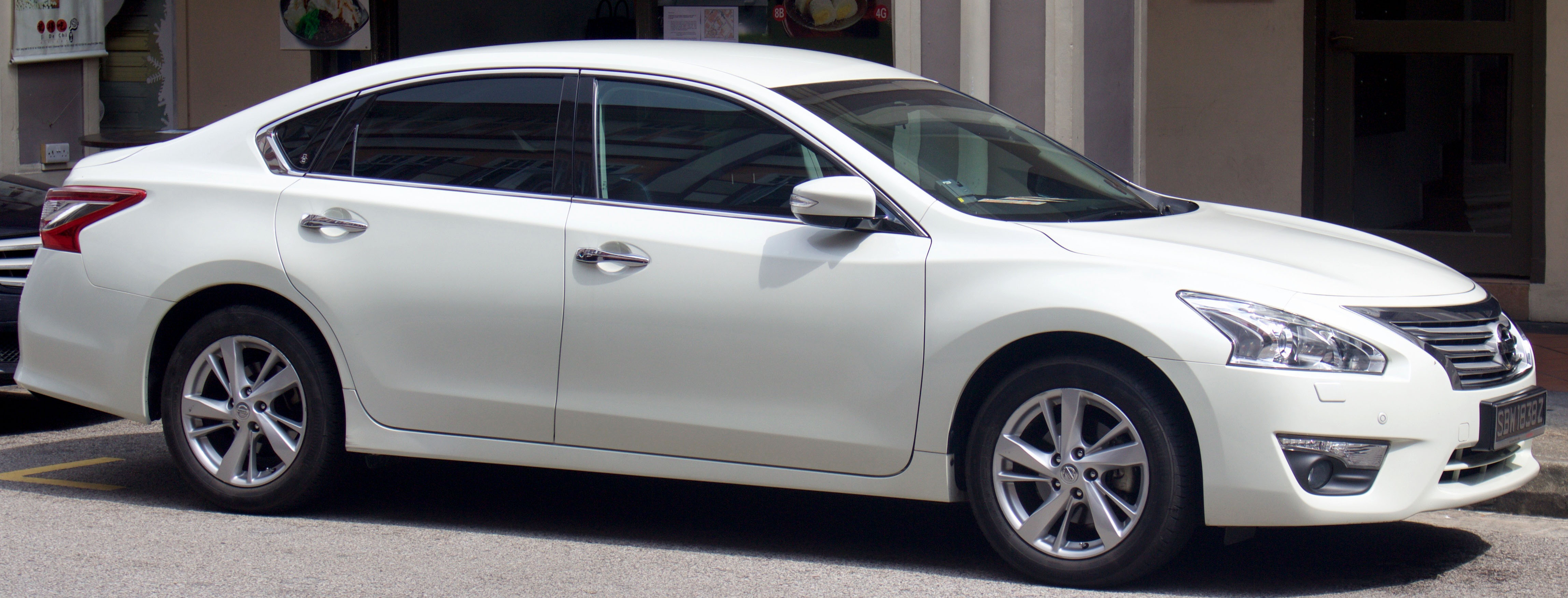
兄弟車の3代目ティアナ　フロント
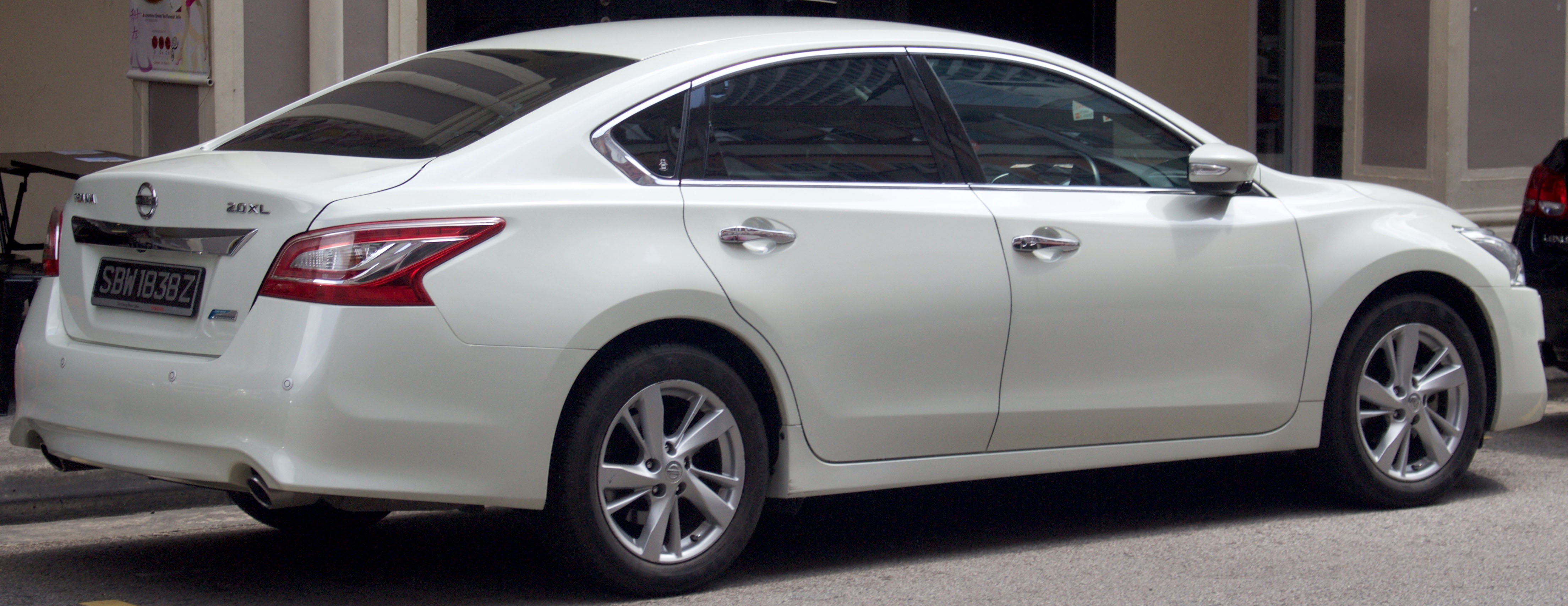
兄弟車の3代目ティアナ　リヤ

## 6代目 L34型（2018年 - ）
2018年4月のニューヨーク国際自動車ショーにて公開された。2017年1月の北米国際オートショーで発表したコンセプトカー「Vmotion 2.0」のデザインエッセンスを上手く取り入れた、ローアンドワイドなプロポーションとなっている。
グレードは、S、SR、SV、SL、プラチナムを用意。高速道路上における単一車線の運転支援技術、プロパイロットが、アルティマSV、SL、プラチナムに標準装備となる。
注目は、可変圧縮比テクノロジー採用の2.0L直4 VCターボ・エンジンの採用。3.5Lクラスのパフォーマンスと2Lクラスの環境性能を両立するという。
また全グレードに標準となるのが、2.5L直4ダイレクト・インジェクション・エンジンとなる。こちらのユニットには、AWDモデルも用意されている。
2019年からは中国市場でも販売を開始。フルモデルチェンジを機に先代・L33型「ティアナ」から改名された。尚、中国語名はティアナ時代の「天籁」を踏襲する。
2019年10月には、 インパルを通して日本国内での販売を開始。ベースは北米仕様車で灯火類などを国内の法規に改良しての販売となる。
2022年には台湾に北米工場で生産された車両のうち380台が輸入された。

## 生産拠点
北米日産会社のテネシー州スマーナ工場およびミシシッピ州キャントン工場。

## トリヴィア
2024年7月に米国の女性ラッパー・ドーチーがシングル「ニッサン・アルティマ」をリリースし、話題となった。この楽曲は第67回グラミー賞で最優秀ラップ・パフォーマンス賞にノミネートされ、米・Billboard Hot 100では最高73位を記録している。